# Maria Khaletskaïa
Maria Sergueïevna Khaletskaïa (en russe : Мария Сергеевна Халецкая) est une joueuse de volley-ball russe née le 31 juillet 1994 à Tomsk. Elle mesure 1,95 m et joue au poste d'attaquante.

## Clubs
| Club                  | De        | À         |
| --------------------- | --------- | --------- |
| VK Voljanka Iaroslavl | 2008-2009 | 2009-2010 |
| SDYUSHOR-65 NIKA      | 2010-2011 | 2012-2013 |
| Proton Balakovo       | 2013-2014 | 2016-2017 |
| Ouralotchka NTMK      | 2017-2018 | 2017-2018 |
| Dinamo Krasnodar      | 2018-2019 | …         |